# Egeiro
Egeiro es una banda música electrónica Cristiana formada por Mario Nathanaell Pérez y Erick Francisco Larios en la ciudad de San Salvador, El Salvador.

## Historia

### 2001: El nacimiento
Mario comenzaba a tocar guitarra en una banda Cristiana de su iglesia. Erick estaba más activo en las actividades de jóvenes de la misma iglesia. Un día Mario y Erick se conocen en una vigilia evangelística. Luego de hablar por unos cuantos minutos empieza una relación de amistad muy fuerte entre ellos y nace la idea de hacer música juntos.
Se intentaba sacar algo muy diferente a lo que las demás bandas de su país estaban sacando en ese entonces. Mario y Erick empezaron a trabajar en ideas de como iba a sonar su banda. Fue hasta ese entonces que Mario a través de la página ChristianPirateRadio.com (ahora llamada Crosswalk Radio) escucha una banda llamada Aleixa Archivado el 30 de octubre de 2007 en Wayback Machine., específicamente la canción "Purge", que cautiva mucho su atención, al igual que la canción "Defender" de The Echoing Green Archivado el 13 de octubre de 2007 en Wayback Machine.. Desde ese momento, Mario tuvo la idea de hacer música electrónica con guitarras pesadas, cosa que nadie había sacado en el mundo de la música Cristiana Salvadoreña. Mario y Erick catalogaron el género de "Pop Industrial"

### Nombre
Con el género definido ahora faltaba el nombre de la banda. Lo más cercano y fácil fue ponerle el nombre que tenía el grupo de reunión cristiana en donde Mario y Erick asistían. El grupo se llamaba "La Célula Egeiro". El nombre es escrito en griego, y significa: "Levantar, poner de pie, despertar". Ahora con un nombre, Egeiro empieza a trabajar fuertemente en su imagen (música, logo, etc.), para poder darse a conocer. 
A lo largo de los meses, Mario y Erick logran grabar sus primeras canciones como Egeiro en un casete dentro de la iglesia. Solo era más que una guitarra acústica y Erick en la voz. Las canciones grabadas eran "Libertad" y "Tu Eres Todo". Después de varios intentos, Mario empieza a hacer las pistas de las canciones con un programa de computadora que fue recomendado por el teclista de la banda con quien el tocaba, y el desde ese momento se auto enseña a utilizar este programa.

## Integrantes

### 2002: Yanira Martínez
Erick y Mario vieron que hacia falta un elemento a la banda y entre muchas opciones encontraron una voz femenina. Yanira Martínez ocupa el lugar como segunda cantante en el grupo. No pasó mucho tiempo para que ella se retirara porque era muy pequeña para estar en una banda. Tan solo tenía 13 años.

### 2002-principios de 2003: Betsabé Domínguez
Siempre en la búsqueda de otras opciones, existía Betsabé Domínguez, a quien se le atribuyó como cantante de la banda, que también fue recomendada por un amigo de la iglesia. Con ella se grabó 3 canciones: "Libertad" (la nueva versión), "Un Toque De Tu Amor" y "Tu Eres Todo" (la nueva versión). Betsabé tuvo que dejar la banda por decisión de Mario y Erick porque ella tenía muchas otras actividades y proyectos, al punto en que ellos sentían que la banda era ya una sobrecarga para ella.

### 2003: Egeiro-Saeta
A mediados de 2003, existía otra banda en la iglesia llamada Saeta. Esta consistía de los miembros José Ángel Rosales, Elías Carias, Maria José López, Raúl López, la exmiembro de Egeiro Yanira Martínez, y Mardoqueo Chavarría. La idea fue de hacer una fusión entre las dos bandas y hacer un solo proyecto tentativamente llamado "Egeiro-Saeta". Se grabó solo una canción con la banda ya fusionada. 
Por diferencias creativas la banda se fue desintegrando poco a poco. Los primeros en irse fueron los hermanos López, María José y Raúl, luego José Ángel, seguido de Elías. Mardoqueo fue el único en dejar la banda, no por diferencias creativas, sino porque decidió dedicarse enteramente a su iglesia, dejando así a la exintegrante de la banda con Egeiro.

### Mediados de 2003-2004: Reintegración de Yanira
Con la re-integración de Yanira, Egeiro está dispuesto a seguir con lo que habían dejado. Es en ese entonces que Egeiro decide después, de 2 años de fundación, darse a conocer en su ciudad, empezando por su iglesia.

## Primera Presentación, Demos y Proskuneo Producciones

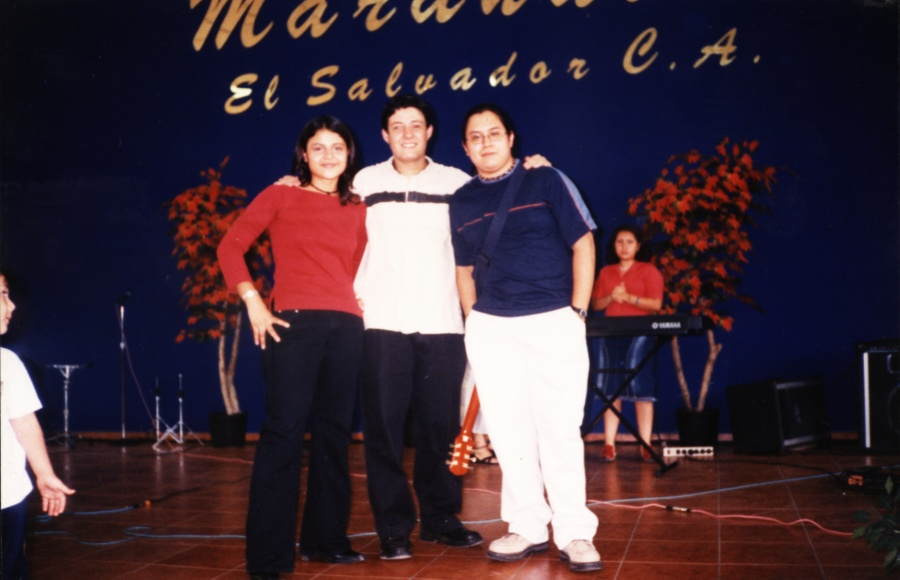
Primera presentación de Egeiro. De izq. a der.: Yanira Martínez, Erick Larios y Mario Pérez.

La presentación fue un sábado 14 de junio de 2003 en un evento de niños de la iglesia en donde ellos asistían. Su reparto fue de 3 canciones, las cuales obtuvieron una respuesta positiva a pesar de su género. Esta fue la primera, única y última presentación de la banda como trío. Después de esa presentación, Egeiro no se vería más.
En ese transcurso de tiempo, Egeiro graba las siguientes canciones junto con Yanira:
1) Libertad

2) Mi Necesidad

3) Has Sido Tú

4) Tú Eres Todo

5) Un Toque De Tu Amor

Desde sus comienzos en 2001 hasta 2003, Egeiro hizo cerca de 23 CD aproximadamente solamente en demos de sus canciones, sin fines de lucro. El último demo de 2003 fue casi un álbum completo con las siguientes canciones (en ese orden):
- Intro
- Has Sido Tu
- Tu Eres Todo
- Seguiré Amándote
- Libertad
- Dame De Tu Amor
- Necesito Ver Tu Rostro
- Una Canción De Amor
- Eres Lo Que Encontré

La última canción grabada fue hasta el 2004 en muy corto tiempo. "Aliento A Mi Alma". Esta canción es originalmente de la banda Saeta. Esta banda donó la canción con fines de promocionar un evento en su iglesia llamado "RedFest 2004". También la canción fue convertida en videoclip para ese evento, siendo también el primer sencillo de Egeiro con video, sin intención de serlo. Se puede ver el videoclip aquí. 
También se empezó la idea de tener una productora propia. Erick tomó la iniciativa de formar "Proskuneo Producciones". De esa forma, Egeiro podría sacar sus propias producciones con el presupuesto que se obtenía. Proskuneo logró hacer la primera página web de Egeiro y el videoclip de "Aliento A Mi Alma".

## Mediados de 2004-principios de 2006: Una pausa muy prolongada
Después de 4 años de intento (2001-2004), tuvieron que poner los proyecto en "pausa indefinida", ya que Mario tuvo la oportunidad de ir a estudiar Ingeniería en Audio en el Instituto SAE Archivado el 15 de septiembre de 2007 en Wayback Machine. en Nashville, TN en los Estados Unidos, donde también estuvo trabajando con la banda de Bluegrass Jimmy Bowen & Santa Fe como Ingeniero en vivo y con la compañía disquera de Nashville Marian Records. Erick se casó y estuvo trabajando en Telecam en San Salvador como Administrador de Redes. Yanira Martínez se integra a una banda de Pop Cristiano en San Salvador.
Mientras Mario estaba en Nashville, la idea de volver a tomar el proyecto se empezaba a hablar con Erick. Así que Mario hace 2 versiones nuevas de 2 canciones de Egeiro: "Libertad (GarageBand 120 bpm Mix)" y "Aliento A Mi Alma (ReWire Mix)" y forman parte de "Libertad EP". Aunque en la realidad no era un EP sino que un álbum entero, esta producción contaba con las siguientes canciones (en ese orden):
1) Libertad

2) Mi Necesidad

3) Tú Eres Todo

4) Un Toque De Tu Amor

5) Aliento A Mi Alma

6) Una Canción De Amor

7) Eres Lo Que Encontré

8) Libertad (GarageBand 120 bpm Remix)

9) Aliento A Mi Alma (ReWire Mix)

## 2006-presente: Libertad EP y Angelical Records
En enero de 2006 Mario regresa a El Salvador con la visión de retomar lo que habían dejado de Egeiro, junto con la idea de hacer una compañía disquera que fuera genuinamente diferente a las demás. La banda volvió a sus raíces de origen (solamente Erick y Mario) y el 8 de enero de 2006, Proskuneo Producciones se convierte en Angelical Records, y Egeiro siendo la primera banda oficial de la disquera. También en ese mismo año, se hace la última preproducción para su material discográfico, "Libertad EP". Este proyecto marcaría su madurez tanto física como espiritual, ya que la banda vivió el nombre "Egeiro" en carne propia. 

Durante estos años, Erick y yo vivimos el nombre de Egeiro. Se han dado tantas cosas que nos han impedido continuar con el proyecto, sin embargo nunca nos dimos por vencido, siempre levantábamos la cabeza para poder seguir y Libertad EP refleja esos 5 años de esfuerzo.
Mario Pérez, . Guitarrista de Egeiro

Erick y Mario escriben 2 canciones nuevas al proyecto. "Ayúdame A Sobrevivir" y "Jehová De Los Ejércitos", siendo estas las más pesadas del EP. También cuenta con las participaciones de: Carlos "Duke" de F220 en "Ayúdame A Sobrevivir" y "Jehová De Los Ejércitos", y Marisela Rodríguez como voces de fondo en "Ayúdame A Sobrevivir", "Un Toque De Tu Amor" y "Seguiré Amándote".
Las canciones que no aparecieron en este material fueron las siguientes
- Necesito Ver Tu Rostro (la cual nunca se terminó)
- Cielo (instrumental)
- Hay Tiempo (una de las primeras canciones de Egeiro)
- Un Toque De Tu Amor (NightHawk ST3 Remix)
- Victoria (Levantando Al Caído)
- Presencia (instrumental)
- Aliento A Mi Alma
- Tu Eres Todo
- Eres Lo Que Encontré
- Mi Necesidad
- Has Sido Tu
- Una Canción De Amor... entre otras.

### Lanzamiento y iTunes
Libertad EP fue lanzado el 14 de febrero de 2007. Su primer sencillo "Libertad" se escuchó por primera vez en la radio Gospel FM en El Salvador. De inmediato el sencillo fue un éxito en esa radio y después de varios intentos, la banda logró entrar en la tienda de iTunes para poder vender su EP allí. Egeiro se convierte en la segunda banda de música Cristiana Salvadoreña en el mundo en poder vender su música por medio de iTunes

### 2009-2010: Álbum completo
Mario y Erick han decidido empezar la preproducción para lanzar su álbum completo. No se ha puesto fecha de lanzamiento todavía, pero se espera que sea una producción del mismo calibre de Libertad EP.